# Ahmed Litim
Ahmed Litim, né vers 1920 près de Constantine et mort pour la France le 25 août 1944 à Marseille, est un tirailleur algérien ayant participé à la libération de Marseille pendant la Seconde Guerre mondiale.

## Présentation
Ahmed Litim s'engage dans l'armée en 1938 dans le régiment des tirailleurs algériens. Il est embarqué à Bizerte en Tunisie le 29 décembre 1943 et rejoint le Centre d'instruction d'armée no 3 où il est promu caporal le 1er février 1944. Il est ensuite incorporé dans le 7e régiment de tirailleurs algériens. Il gagne ensuite le front italien à partir de Bagnoli le 1er janvier 1944. Le 8 août 1944, Ahmed Litim s'embarque à Tarente et participe à la campagne de France en débarquant à Saint-Tropez le 17 août 1944. Le 25 août 1944, le 3e et le 7e régiment de tirailleurs algériens encerclent les Allemands retranchés à Notre-Dame de la Garde. Au cours de l'offensive, Ahmed Litim est touché par un obus allemand pendant qu'il examinait une carte et meurt de ses blessures dans la soirée.
Il est cité à l'ordre de l'armée et décoré de la Croix de guerre 1939-1945 avec palmes.

## Postérité
En mai 2021, le conseil municipal de Marseille vote par délibération que l'école Bugeaud dans le 3e arrondissement de Marseille soit rebaptisée école Ahmed Litim. Le 10 novembre 2022, le maire Benoît Payan inaugure le nouveau nom.

## Distinctions
- Croix de guerre 1939–1945